# Cultura tiahuanaco
La cultura tiahuanaco és una cultura arqueològica que es va desenvolupar als actuals estats de Bolívia, Perú i Xile entre els anys 1580 aC i 1187 dC. La seva àrea d'influència, visible en objectes amb una peculiar iconografia, comprèn la conca del llac Titicaca com a regió nuclear, des d'on es distribueix cap a les valls i costa de l'oceà Pacífic per l'oest, la regió del Chapare per l'est, l'altiplà bolivià meridional i l'oasi de Sant Pere d'Atacama pel sud. La seva capital i principal centre religiós va ser la ciutat de Tiwanaku, situada en les riberes del riu homònim, a pocs quilòmetres al sud del llac Titicaca, en l'actual departament bolivià de La Paz.